# Iglesia de la Asunción de Nuestra Señora (Ordoñana)
La iglesia de la Asunción de Nuestra Señora es un edificio situado en el concejo español de Ordoñana, en la provincia de Álava.

## Descripción
El edificio se encuentra en el concejo español de Ordoñana, del municipio de San Millán, perteneciente a la provincia de Álava, en la comunidad autónoma del País Vasco. Se menciona como iglesia parroquial del lugar en el duodécimo volumen del Diccionario geográfico-estadístico-histórico de España y sus posesiones de Ultramar de Pascual Madoz, donde aparece descrita con las siguientes palabras: «igl. parr. dedicada á la Asuncion de Ntra. Sra., y servida por dos beneficiados, uno de entera y otro de media racion». En el tomo de la Geografía general del País Vasco-Navarro dedicado a Álava y escrito por Vicente Vera y López, se dice lo siguiente: «La parroquia es de categoría rural de segunda clase, dedicada á la Asunción de Nuestra Señora, y perteneciente al arciprestazgo de Salvatierra».